# Le Premier Sexe
Le Premier Sexe est un pamphlet écrit par Éric Zemmour en faveur des idées masculinistes. Il est publié en 2006 aux éditions Denoël dans la collection « Indigne ».

## Thématiques
L'ouvrage défend essentiellement des thèses masculinistes et déclinistes. Son titre se veut une attaque des principes du livre de Simone de Beauvoir intitulé Le Deuxième Sexe.
L'auteur dénonce ce qu'il estime être la « féminisation » de la société, ou plutôt sa « dévirilisation ». A contrario, le modèle de la virilité qu'il préconise est basé sur la conquête des femmes : « un garçon, ça entreprend, ça assaille et ça conquiert, ça couche sans aimer, pour le plaisir et pas pour la vie » et la violence : « la virilité va de pair avec la violence, […] l’homme est un prédateur sexuel, un conquérant ». S'appuyant sur des exemples littéraires, médiatiques, politiques, sportifs ou encore sur la mode, il tente de dénoncer le passage d'une société patriarcale traditionnelle à une société moderne qui se serait féminisée. Il dénonce ainsi : « À leur peur archaïque du phallus, du « viol de la pénétration », les femmes d’aujourd’hui répondent par un malsain désir du même, une immense tentation lesbienne ». L'auteur examine aussi toutes les conséquences économiques, sociétales et sociales que cette féminisation aurait eues sur la société française. L'auteur fait ensuite des liens avec les dernières générations d'immigrés et les formes de virilité supposément différentes qu'il leur attribue. Au sujet de ce qu'il nomme le « jeune arabe », il écrit ainsi : « Il est le barbare dans Rome, le loup entré dans Paris. Il a un langage proche de celui de Neandertal. Il est l’homme d’avant la civilisation ».
L'essayiste Fiammetta Venner considère que l'ouvrage est « très clairement inspiré » par Vers la féminisation ? d'Alain Soral. Éric Zemmour affirme qu'il n'avait pas encore lu cet ouvrage avant de publier Le Premier Sexe.
Pour l'essayiste Natacha Polony, il s'agit d'un ouvrage qu'Éric Zemmour « voulait provocateur et qui n'était que caricatural ». Elle y voit « une apologie des "valeurs masculines", pulsions guerrières et violentes, donjuanisme bon marché... qu'il adorerait incarner ». Elle considère que « les magazines féminins, offusqués de ce mauvais opuscule, se sont d'ailleurs ingéniés à lui donner raison » sur l'essentialisation des valeurs masculines.
Cet ouvrage, qui constitue pourtant son septième livre, marque pour certains le début de l'ascension médiatique d'Éric Zemmour,. Il fut remarqué et controversé, notamment lors de l'émission Tout le monde en parle du 18 mars 2006 présentée par Thierry Ardisson, où Zemmour se retrouva face à la  femme politique et journaliste féministe Clémentine Autain.

## Ventes
Le Premier Sexe s'est vendu à plus de 100 000 exemplaires.

## Éditions
- Le Premier Sexe, Paris, Denoël, coll. « Indigne », 2006, 133 p. (ISBN 978-2-207-25744-9 et 2-207-25744-4)
- Le Premier Sexe, Paris, J'ai lu, coll. « À contre courant » (no 8882), 2009, 122 p. (ISBN 978-2-290-01432-5) : édition augmentée